# Sự tạo noãn

Hình 1: Sơ đồ tạo noãn ở người.Chú thích từ trên xuống là:
1=Noãn nguyên bào.
2=Noãn bào I (primary oocyte).
3=Noãn bào II (secondary oocyte).
4=Noãn (trứng) và thể cực.

Sự tạo noãn là quá trình hình thành noãn (trứng) ở động vật đa bào sinh sản hữu tính, kết quả là phát sinh ra giao tử cái có khả năng trực tiếp tham gia thụ tinh để tạo nên hợp tử., , ,  Thuật ngữ này còn được gọi bằng các tên khác như: sự tạo trứng, quá trình phát sinh trứng, v.v.

## Khái niệm chung
- Sự tạo noãn hay quá trình phát sinh trứng trong thuật ngữ tiếng Anh là "oögenesis" (IPA: /ˌoʊ.əˈdʒɛnɪsɪs/, tiếng Việt: âu-ơ-giê-nê-zit).[1] Đây là quá trình phát sinh và trưởng thành của giao tử cái ở động vật hữu tính bậc cao.
- Thuật ngữ "giao tử cái" có danh pháp khoa học là ovum, trong tiếng Anh là "oocyte", tiếng Pháp: "ovocyte", tiếng Việt: "noãn" hoặc "trứng". Chính noãn (trứng) là kết quả cuối cùng của sự tạo noãn, có thể tham gia thụ tinh.
- Sự tạo noãn khởi đầu từ tế bào mầm có thể sản sinh ra noãn, gọi là Oogonium đã được dịnh là noãn nguyên bào,[5] tức là tế bào mầm cái có thể sản sinh ra noãn.
- Sự tạo noãn xảy ra trong buồng trứng, là cơ quan sinh dục cái của động vật sinh sản hữu tính, trong đó các tế bào mầm cái (female germ cells, còn gọi là tế bào sinh dục sơ khai cái) chưa biệt hoá phát triển thành noãn (trứng) có khả năng thụ tinh.[6] Quá trình tạo noãn ở thực vật xảy ra trong cơ quan sinh sản cái của cây không xét trong bài này.
- Ở Việt Nam, từ "noãn" và "trứng" nhiều khi trùng nhau, trong Sinh học thì cả hai từ này đều cùng nội hàm là chỉ giao tử cái của động vật. Tuy nhiên, trong một số ngữ cảnh và trong cuộc sống thì hai từ này khác nhau rõ:
- Noãn dùng để chỉ giao tử cái của cả động vật và thực vật, còn trứng thì thường dùng chỉ giao tử cái ở động vật.
 - Sự hình thành noãn làm người đọc dễ hiểu hơn, còn sự hình thành trứng có khi bao hàm cả quá trình phát sinh trứng ở gà, vịt,... mà trứng này không phải là giao tử cái.

## Cơ chế tạo noãn ở người

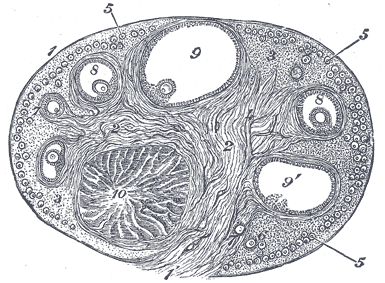
Hình 2: Cắt ngang buồng trứng. 1=Lớp phủ ngoài. 1 ’= Đường viền đính kèm. 2=Trung ương stroma. 3. Stroma ngoại vi. 4=Vi mạch máu. 5=Nang trứng sơ khai. 6, 7, 8=Các giai đoạn sau của nang trứng. 9= Nang sắp chín. 9 '=Noãn rụng từ Follicle. 10=Corpus luteum.

### Tổng quát
- Quá trình hình thành noãn ở người và Thú bậc cao xảy ra ở lớp biểu mô trong buồng trứng, còn được gọi là biểu mô mầm Waldeyer [7] (IPA: /weɪðeə/)[8]. Xem mô tả chi tiết ở hình 2. Ở người, các tế bào mầm này đã xuất hiện trong thai nhi nữ từ khoảng 8 tuần tuổi, sau đó di cư rồi mới định cư tại hệ sinh dục nữ đã hình thành.[9] (Xem thêm mục "Hoạt động" ở trang Tế bào mầm).
- Các tế bào này có thể sinh ra khoảng 400.000 cho tới hàng triệu noãn trong đời một người phụ nữ, nhưng trong thực tế chỉ sản sinh khoảng 400 noãn mà thôi, còn lại phần lớn không chín được rồi bị thoái hóa. Quá trình này gọi là phân hoá tế bào (cytodifferentiation) xảy ra ở noãn nguyên bào sơ khai, mà chỉ khoảng 0,1% số tế bào ban đầu "vượt qua" được, còn 99,9% thoái hoá qua cơ chế chết rụng theo lập trình (apoptosis).[10]
- Trong khi "tuổi" của tinh trùng thường rất "trẻ" kể cả ở nam giới đã có tuổi, thì "tuổi" của noãn thường bằng tuổi người phụ nữ sản sinh ra nó.[11]
- Phụ nữ cũng như nhiều loài thú cái đến tuổi dậy thì trở đi, quá trình tạo noãn diễn ra theo chu kỳ kinh nguyệt. Trong mỗi chu kỳ, quá trình tạo noãn gồm các giai đoạn nối tiếp nhau. Giai đoạn đầu diễn ra ở biểu mô mầm (germinal epithelium) phát sinh ra nang trứng được xem là đơn vị chức năng của buồng trứng.

### Các giai đoạn chính
- Khoảng gần giữa chu kỳ kinh nguyệt thì một số noãn nguyên bào phát triển, thường thì chỉ có một trong số này phát triển thành noãn bào bậc I qua nguyên phân, lớn lên nhanh chóng đạt tới kích thước gấp khoảng 100 lần ban đầu, hình thành túi noãn (cũng gọi là nang trứng) gồm noãn bào I được bọc bởi một lớp màng sáng (zona pellucida) và nhiều tế bào hạt bám quanh. Túi noãn lại lớn lên và tạo vỏ, hình thành cấu trúc gọi là túi noãn có vỏ, trong đó xoang hình thành ngày càng lớn tạo nên cấu trúc gọi là bao Grap (graafian follicle, phát âm: /ˌɡräfēən ˈfälikəl/), trong đó noãn tương lai - sẽ trở thành giao tử của nữ - nổi bồng bềnh ở bên trong xoang.[3], [12] Sự phát triển này qua 8 bước, noãn ở mỗi bước được gọi theo thứ tự bước là: noãn lớp 1 - lớp 8, mà ở lớp 8 nó có thể đạt kích thước tới 20mm, lồi lên hẳn bề mặt buồng trứng.[10]
- Lúc này, noãn bào I bước vào giai đoạn giảm phân I (phân li tạo ra nNST kép) để tạo ra noãn bào II. Mỗi noãn bào I "đẻ" 2 "con" (noãn bào II), nhưng chỉ 1 "con" nhận đầy đủ cả nhân và tất cả tế bào chất của "mẹ" sẽ là noãn tương lai, còn "con" kia chỉ có nhân gọi là thể cực, cũng gọi là thể định hướng.[5]
- Tiếp theo là giảm phân II, trong đó "noãn tương lai" có n NST kép tạo ra noãn chính (tức giao tử của nữ), còn lại thì tương tự trên là thể cực. Thể cực kia cũng giảm phân tạo ra 2 thể cực "con" nhưng không phải là giao tử. Giai đoạn này thường diễn ra vào khoảng giữa chu kỳ kinh nguyệt và kỳ lạ ở chỗ: nó diễn ra vào thời điểm mà ta gọi là "rụng trứng" và sau thụ tinh.
- Xem sơ đồ tóm tắt quá trình trên ở hình 3.

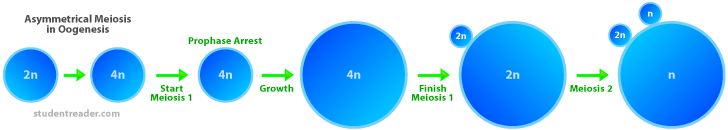
Hình 3: Quá trình hình thành noãn ở nữ giới.

### Biến đổi số NST trong tạo noãn
Trong bảng sau, mức bội thể, số phân tử DNA (cả bản gốc và bản sao) và số nhiễm sắc tử (chromatine) được tính trong một tế bào của người.
| Kiểu tế bào                 | Mức bội thể | Số DNA / nhiễm sắc tử | Cơ chế quá trình               | Thời gian hoàn thành               |
| Noãn nguyên bào (oogonium)  | lưỡng bội   | 2C/ 46                | Phân bào sinh noãn nguyên phân | Tam cá nguyệt thứ ba               |
| Noãn bào bậc I (oocyte I)   | lưỡng bội   | 4C/ 2x46              | Giảm phân I                    | Có thể ở kỳ đầu I đến 50 năm       |
| Noãn bào bậc II (oocyte II) | đơn bội kép | 2C / 2x23             | Giảm phân II                   | Xong ở kỳ giữa II đến khi thụ tinh |
| Noãn (giao tử cái, ovum)    | đơn bội     | C / 23                |                                | Phút sau khi thụ tinh              |

## Khác nhau giữa tạo tinh và tạo noãn
Ngoài sự khác biệt dễ nhận đã trình bày ở trên (Noãn to, tinh trùng nhỏ), ở người (cũng như nhiều loài thú bậc cao), quá trình hình thành giao tử ở nam giới và nữ giới khác nhau rõ rệt., 
| Sự tạo noãn                                                                                | Sự tạo tinh                                                                                                 |
| Giảm phân khởi đầu một lần từ một số hữu hạn các tế bào mầm.                               | Giảm phân diễn ra nhiều lần từ nhiều tế bào mầm.                                                            |
| Mỗi lần giảm phân, chỉ tạo ra 1 giao tử cái (noãn).                                        | Mỗi lần giảm phân, tạo ra 4 giao tử đực (tinh trùng).                                                       |
| Giảm phân có thể tạm dừng trong nhiều tháng hoặc nhiều năm.                                | Giảm phân thường liên tục, hoàn thành trong một vài tuần.                                                   |
| Giảm phân dừng lại ở kì trước I, tái khởi động ở nhóm nhỏ tế bào.                          | Giảm phân và phân hoá tiến hành liên tục, không ngừng chu kỳ tế bào.                                        |
| Sự phân hoá của giao tử (tạo thành noãn và thể cực) xảy ra ở dạng lưỡng bội, ở kì trước I. | Sự phân hoá của giao tử xảy ra ở dạng đơn bội, khi giảm phân kết thúc (lúc là tinh tử hay tiền tinh trùng). |
| Mọi nhiễm sắc thể đều có thể phiên mã và tái tổ hợp ở kì đầu I.                            | Nhiễm sắc thể giới tính không có tái tổ hợp và phiên mã ở kì này.                                           |